# 范植偉
范植偉（英文名：Robert Fan 或 Wing Fan，1980年2月28日—），台灣男演員，出生於新竹縣竹東鎮，華岡藝校戲劇科（夜間部）畢業。
1999年以電影《黑暗之光》開啟演藝之路後，獲得數個演藝獎項，在台灣被視為演技豐富的新進演員。後因爭議事件使演藝工作一度沉寂，2018年後已退出演藝圈。

## 爭議事件
2010年4月1日，范植偉在其個人的Facebook上張貼了與前女友王心凌的親密合照，而4月23日出刊的《時報周刊》訪問中，范植偉除了提及與王心凌交往時曾對女方公然動粗，亦提及女方的私密情事，引起其他藝人及網友的一陣撻伐。週刊出刊後，范植偉公開對打人及透露對方隱私表示歉意。
范植偉經紀人在王心凌事件後希望范植偉謹言慎行，但范植偉仍在個人FB上發表「好想再抱抱王心凌」的言論，再次引起軒然大波。
2011年1月，范植偉被報導毆打女演員柯佳青，讓其形象更加負面。也因此一連串事件，使范植偉形象大跌，並將近三年接不到工作。

## 演出作品

### 电影
- 1999年《天使（傀儡天使）》
- 1999年《黑暗之光》 饰阿平
- 2000年《晴天娃娃》 饰克磊
- 2002年《鹹豆浆》 饰启文
- 2002年《美丽时光》 饰小伟
- 2003年《地下铁》 饰天使
- 2007年《穿越九千里獻給你》(浮光掠影：每個人心中的電影院其中一段)
- 2007年《渺渺》饰陈飞
- 2007年《还原》
- 2009年《爸，你好吗？》饰演将军的儿子
- 2009年《泪王子》饰丁克强
- 2010年《當愛來的時候》
- 2012年《他.她》
- 2012年《歲月無聲》
- 2013年《戰魂》饰
- 2014年《我想結婚的時候你在哪》
- 2015年《张震讲故事之鬼迷心窍》
- 2017年《一路向爱》
- 2017年《再見偏執狂》(網絡電影)
- 2018年《古墓兽影》
- 2024年《迅兽》(網絡電影)

### 音乐舞台剧
- 几米《地下铁：一个音乐的旅程》（2003）饰天使

### 电视剧
- 《少年情怀》(1996) 台湾公视
- 《浮光掠影的刹那：图书馆篇》(1998) 台湾公视
- 《车正在追》(2000) 台湾公视
- 《来我家吧》 饰林千勇 (2002) 台湾中视
- 《孽子》 饰李青 (2002) 台湾公视
- 《侦探物语》 饰刺猬 （2005） 台湾公视
- 《圣稜的星光》 客串小伟（2005）台湾公视
- 《玉卿嫂》 饰庆生 （2006）
- 《乱世豪门》 饰陈武龙 （2007） 台湾公视
- 《樱野三加一》 饰徐定凯 （D.K.HSU）（2007）台湾台视 三立电视台
- 《流漂子》 饰罗强 （2009） 台湾客家电视台
- 《倪亞達》 饰導演 (客串)（2010） 台湾台視、三立電視
- 《就是要香戀》 饰齊鄰 （2010） 台湾中視、TVBS歡樂台
- 《奇妙世纪》（2014）網劇
- 《抓的就是你》（2017）中國大陸

### 微電影
- 2012年：《刷新3+7之藝術家》 飾 羅西

### MV
- 范植伟《爱你的缺点》 （2005）
- 孙燕姿《我不难过》 （2003）
- 周华健《伤心的歌》 （2003）
- 那英 《我不是天使》 (2001)
- 蔡健雅《記念》 (2000)
- 李心洁《恋》 (2000)
- 南台灣小姑娘《愛情先天免疫》 (1996)
- 陳淑樺 《等待風起》 (不詳)

### 配音
- 2003 迪士尼动画《熊的传说》中文版（肯尼）

### 音乐专辑
- 2004《几米地下铁音乐剧原声大碟合辑》 主唱：《远方有多远》

### 广告
- 麦当劳：和风饭食篇
- 麦当劳：心有所薯篇
- 世界展望会2003公益广告

### 著作
- 2003《时差》（衣索匹亚关怀行）（台湾角川）

## 獎項
- 2002年　以《鹹豆漿》荣膺第24届法国南特影展影帝
- 2002年　以《來我家吧》入圍中華民國91年電視金鐘獎單元劇男主角
- 2002年　以《美麗時光》入围第39届金馬獎最佳男主角及新加坡影展影帝
- 2003年　以《孽子》入圍第38屆電視金鐘獎最佳男主角獎

## 外部連結
- 范植偉的新浪微博